# 木坂順一郎
木坂 順一郎（きさか じゅんいちろう、1931年8月5日 - ）は、日本の歴史学者。専門は日本近現代史。龍谷大学名誉教授。

## 人物
東京市日本橋区（東京都中央区）で生まれ育つ。久松国民学校在学中に、東京子供唱歌隊員としてNHKラジオに出演した。1944年、縁故疎開で祖父母の住む京都市の実家（西陣の帯問屋）に移る。
1951年、京都大学文学部へ進み、江口圭一や戸田芳実らと同期となる。翌年に京都大学法学部へ転学して1956年に卒業後、名古屋大学大学院法学研究科へ進んで信夫清三郎に師事し、1958年に同大助手となった。1965年、龍谷大学経済学部に講師として着任し、1968年には同大法学部の創設に参画し助教授、翌年には教授に昇任した。法学部長や図書館長を務めた後、2000年に龍谷大学を退職し、名誉教授となった。
また、NHK高校講座「日本史」「歴史でみる日本」の講師を長らく担当した。

## 研究
政治学や国家論の視点を加味しながら、大正デモクラシーや日本ファシズムなどの研究を進めた。また、「大東亜戦争」「太平洋戦争」などの従来の呼称は昭和期の戦争の性格を捉えきれないとして、「アジア・太平洋戦争」という呼称の普及に努めた研究者として知られる。

## 著書

### 単著
- 『昭和の歴史（7）太平洋戦争――大東亜共栄圏の幻想と崩壊』（小学館, 1989年／小学館ライブラリー, 1994年）
- 『進め一億火の玉だ――15年戦争と庶民の戦争責任』（つむぎ出版, 1993年）

### 共著
- （江口圭一）『治安維持法と戦争の時代』（岩波書店［岩波ブックレット］, 1986年）

### 編著
- 『日本史（9）近代4』（有斐閣, 1978年）
- 『体系・日本現代史（3）日本ファシズムの確立と崩壊』（日本評論社, 1979年）

### 編纂史料
- （井口和起ほか）『南京事件・京都師団関係資料集』（青木書店, 1989年）